# Шанън Лусид
Шанън Матилда Уелс Лусид (на английски: Shannon Matilda Wells Lucid) е родена на 14 януари 1943 г. в Шанхай, Китай в семейството на баптистки свещеник – мисионер. Американски астронавт, ветеран от пет космически полета.

## Образование
Лусид е завършила елитния колеж Bethany High School. След това се дипломира в Университета на Оклахома, а през 1973 г. защитава докторат по биохимия в същото висше учебно заведение.

## Служба в НАСА
На 16 януари 1978 г., Шанън Лусид е избрана за астронавт от НАСА, Астронавтска група №8. След приключване на курса за подготовка е включена в полетните графици на НАСА. По време на първия си полет, Лусид става първата раждала жена летяла в космоса. Последният и полет на космическата станция Мир е с продължителност над 188 денонощия – второ постижение сред жените – астронавти, след нейната сънародничка Сунита Уилиамс (194 денонощия и 18 часа на борда на МКС).

### Космически полети
Шанън Лусид е взела участие в пет космически полета и едно продължително пребиваване на космическата станция Мир:
| Космически полети на Шанън Лусид                            | Космически полети на Шанън Лусид | Космически полети на Шанън Лусид | Космически полети на Шанън Лусид | Космически полети на Шанън Лусид | Космически полети на Шанън Лусид            | Космически полети на Шанън Лусид |
| №                                                           | Дата                             | КК                               | Емблема на мисията               | Функции                          | Продължителност                             |                                  |
| ----------------------------------------------------------- | -------------------------------- | -------------------------------- | -------------------------------- | -------------------------------- | ------------------------------------------- | -------------------------------- |
| 1                                                           | 17 юни 1985                      | „Дискавъри“, мисия STS-51G       |                                  | Специалист на мисията            | 7 денонощия 01 час 38 мин. 52 сек.          |                                  |
| 2                                                           | 18 октомври 1989                 | „Атлантис“, мисия STS-34         |                                  | Специалист на мисията            | 4 денонощия 23 часа 39 мин. 20 сек.         |                                  |
| 3                                                           | 2 август 1991                    | „Атлантис“, мисия STS-43         |                                  | Специалист на мисията            | 8 денонощия 21 часа 21 мин. 25 сек.         |                                  |
| 4                                                           | 18 октомври 1993                 | „Колумбия“, мисия STS-58         |                                  | Специалист на мисията            | 14 денонощия 00 часа 12 мин. 32 сек.        |                                  |
| 5                                                           | 22 март 1996                     | „Атлантис“, мисия STS-76         |                                  | Специалист на мисията            | Престой на станция Мир188 денонощия 17 часа |                                  |
|                                                             | 26 септември 1996                | „Атлантис“, мисия STS-79         |                                  | Специалист на мисията            | Приземяване на 26.09.1996 г. с мисия STS-79 |                                  |
| Сумарно време в космоса – 223 денонощия 02 часа и 50 минути |                                  |                                  |                                  |                                  |                                             |                                  |

### Административни длъжности в НАСА
- 2002 – 2003 г. – директор на научния отдел на НАСА;
- 2005 – 2010 г. – CAPCOM офицер на последните 16 мисии по програмата Спейс шатъл;
- От януари 2011 г. е назначена за Мениджър на екипажите в Космическия център „Линдън Джонсън“, Хюстън, Тексас, като същевременно запазва статута си на действащ CAPCOM офицер.

## Награди
На 2 декември 1996 г., Шанън Лусид е наградена с Космически медал на честта – най-високото гражданско отличие за изключителни заслуги в областта на аерокосмическите изследвания. От 1993 г. е в Залата на Славата на Оклахома.